# Gerberga da Provença
Gerberga da Provença (1078/84 – 3 de fevereiro de 1115 ou janeiro de 1118) foi condessa da Provença de 1093 a 1112. Era filha de Godofredo I, conde da Provença, e de sua esposa Estefânia.

## Biografia
Seu irmão Beltrão II morreu em 1093, deixando uma filha, Cecília, então casada com Bernardo Aton IV, visconde de Béziers e de Carcassonne, tendo recebido um grande dote. Assim, Gerberga, que não tinha dote, recebeu o Condado da Provença.
Em 1073, ela se casou com o visconde Gilberto de Gévaudan, de quem teve duas filhas:
- Dulce (†1130), casada em 1112 com Raimundo Berengário IV de Barcelona;
- Estefânia († c. 1160), casada em 1115 com Raimundo de Beaux.

Em 1112, depois do assassinato de seu esposo, Gerberga casou sua filha com o Conde de Barcelona e lhe cedeu o Condado da Provença. Futuramente os descendentes de suas filhas disputariam entre si a posse do Condado. Esse conflito ficou conhecido como as Guerras Baussenques.